# Paragomphus balneorum
Paragomphus balneorum là loài chuồn chuồn trong họ Gomphidae. Loài này được Needham & Gyger mô tả khoa học đầu tiên năm 1937.